# 974

## Úmrtí
- červenec – Benedikt VI., papež

## Hlavy států
- České knížectví – Boleslav II.
- Papež – Benedikt VI., Benedikt VII.
- Svatá říše římská – Ota II.
- Anglické království – Edgar
- Skotské království – Kenneth II., Amlaib
- Polské knížectví – Měšek I.
- Západofranská říše – Lothar I.
- Magdeburské arcibiskupství – Adalbert (968–981)
- Uherské království – Gejza
- Byzanc – Jan I. Tzimiskes